# Дашков, Иван Дмитриевич
Князь Иван Дмитриевич Да́шков (1515/1520 — 1568) — русский воевода и наместник во времена правления Ивана IV Васильевича Грозного.
Из княжеского рода Дашковы. Младший (третий) сын родоначальника, князя Дмитрия Михайловича по прозванию Дашков. Братья — князья Андрей Дашков (1512/1517 — 1568) и Семён Дашков (ум. после 1558).

## Биография
В октябре 1551 года написан во вторую статью московских детей боярских.  В 1554 году послан с князем Телятьевским на Арские места и казанские народы, за этот поход пожалован ползолотым Угорским. В 1558 году участвовал в походе к Казани, после чего оставлен на год третьим воеводой в Свияжске. В 1559 году — наместник в Почепе. В 1562 году — пятый годовой воевода в Смоленске, ведал Днепровскими воротами, в апреле послан из Смоленска вторым воеводою Передового полка с царевичем Тахтамышем воевать под Оршу, а откуда ходил в Литву под началом служилого царевича Ибака с передовым полком 3-м воеводой. В 1564 году водил в Литву передовой полк под началом «большого» воеводы князя Андрея Телятевского. В 1565 году воевода в Шацке. В том же году направлен «по литовским вестем» из Смоленска к Великим Лукам или Полоцку с передовым полком 3-м воеводой, в июне направлен воеводою в Астрахань. В 1566 году послан с войском на помощь князю М. Черкасскому, терпевшему поражение в междоусобной войне в Кабарде, после чего остался зимовать на воеводстве в Астрахани. В апреле 1567 году направлен первым воеводой в Михайлов, откуда перешел вторым воеводою в Дедилов. В 1568 году — первый воевода в Новосиле. В том же году командовал передовым полком «на берегу» Оки.
В 1568 году казнён вместе с братом Андреем Дмитриевичем, по делу заговора в земщине боярина И. П. Фёдорова. Его имя записано в синодик опальных людей Ивана Грозного.

## Критика
По поколенной росписи родословной книги М.Г. Спиридова показан сын князь Андрей Иванович. По родословной книге из собрания М.А. Оболенского имел трёх сыновей князей: Андрей, Пётр и Фёдор Ивановичи.